# Liški potok
Liški potok je potok, ki izvira v bližini vasi Lisce. Izliva se v Podvinski potok, ki se nato pri naselju Šentjur na Polju kot levi pritok izliva v reko Savo.